# Güneş Şensoy
Güneş Nezihe Şensoy, meglio conosciuta come Güneş Şensoy (Istanbul, 22 novembre 2001), è un'attrice turca nota per aver interpretato Lale nel film Mustang.

## Biografia
Güneş Şensoy esordisce a 14 anni nel mondo dello spettacolo con il film Mustang, nel ruolo della protagonista Lale. Per la sua interpretazione, venne insignita del Premio Lumière per la migliore promessa femminile nell'edizione del 2016, oltre a ricevere numerosi altri riconoscimenti in occasione di rassegne internazionali quali il Sarajevo Film Festival e l'International Film Festival of India.
Tra le altre esperienze professionali, ha avuto un ruolo nella serie TV The Magnificent Century: Kösem (2015) e nel cortometraggio Speechless (2019).

## Filmografia

### Cinema
- Mustang, regia di Deniz Gamze Ergüven (2015)

### Serie TV
- The Magnificent Century: Kösem (2015)
- The Turkish Detective (2023)

### Cortometraggi
- Speechless, regia di Merve Gezen (2019)
- Breaking Fast with a Coca-Cola, regia di Amy Omar (2023)

## Riconoscimenti
- Premio Lumière
  - 2016 – Migliore promessa femminile per Mustang

- Sarajevo Film Festival
  - 2015 – Premio Cuore di Sarajevo come miglior attrice per Mustang

- International Film Festival of India
  - 2015 – Premio Silver Peacock come miglior attrice per Mustang

- Washington D.C. Area Film Critics Association
  - 2015 – Candidatura come Migliore Esordiente per Mustang[6]

- Sakhalin International Film Festival
  - 2015 – Premio Speciale della Giuria per Mustang

- Sadri Alisik Theatre and Cinema Awards
  - 2016 – Premio Speciale della Giuria per Mustang

- CinEuphoria Award
  - 2017 – Premio Onorario "Libertà di espressione" per Mustang